# 朗·盧福瓦·富勒
朗·卢福瓦·富勒（法語：Lon Luvois Fuller，1902年6月15日—1978年4月18日）是著名的法哲学家，写了名著《法律的道德性》（The Morality of Law，1964），探讨了法与道德的关系。富勒长期是哈佛大学法学教授。他和H·L·A·哈特曾对法与道德的关系展开过一场著名的辩论，对自然法学派和法律实证主义之间的对抗意义深远。罗纳德·德沃金在哈佛大学法学院时是富勒的学生，深受富勒影响。 
富勒认为法律的形式标准包括八个方面的准则：一般性；公之于众；适用于将来而非溯及既往；明确性；避免内在矛盾；不应要求不可能实现的事情；稳定性；官方行动与法律的一致性。